# Gornji Garevci
Gornji Garevci (en cirílico: Горњи Гаревци) es una aldea de la municipalidad de Prijedor, Republika Srpska, Bosnia y Herzegovina.
Se encuentra integrado administrativamente a Kozaruša junto con Jaruge.

## Población
| Composición de la Población - Localidad de Gornji Garevci | Composición de la Población - Localidad de Gornji Garevci | Composición de la Población - Localidad de Gornji Garevci | Composición de la Población - Localidad de Gornji Garevci | Composición de la Población - Localidad de Gornji Garevci | Composición de la Población - Localidad de Gornji Garevci |
| --------------------------------------------------------- | --------------------------------------------------------- | --------------------------------------------------------- | --------------------------------------------------------- | --------------------------------------------------------- | --------------------------------------------------------- |
|                                                           | 2013                                                      | 1991                                                      | 1981                                                      | 1971                                                      | 1961                                                      |
| Total                                                     | 85                                                        | 130 (100,0%)                                              | 449 (100,0%)                                              | 465 (100,0%)                                              | 486 (100,0%)                                              |
| Varones                                                   | 46                                                        | -                                                         | -                                                         | -                                                         | -                                                         |
| Mujeres                                                   | 39                                                        | -                                                         | -                                                         | -                                                         | -                                                         |
| Bosniacos                                                 | -                                                         | 5 (3,846%)                                                | 137 (30,51%)                                              | 124 (26,67%)                                              | 68 (13,99%)                                               |
| Serbios                                                   | 85                                                        | 117 (90%)                                                 | 267 (59,47%)                                              | 323 (69,46%)                                              | 377 (77,57%)                                              |
| Croatas                                                   | -                                                         | 1 (0,769%)                                                | 1 (0,223%)                                                | 4 (0,86%)                                                 | 2 (0,412%)                                                |
| Bosnios                                                   | -                                                         | -                                                         | -                                                         | -                                                         | -                                                         |
| Gitanos                                                   | -                                                         | -                                                         | -                                                         | -                                                         | -                                                         |
| Musulmanes                                                | -                                                         | -                                                         | -                                                         | -                                                         | -                                                         |
| Albaneses                                                 | -                                                         | -                                                         | -                                                         | -                                                         | -                                                         |
| Yugoslavos                                                | -                                                         | 6 (4,62%)                                                 | 39 (8,69%)                                                | 7 (1,51%)                                                 | 39 (8,03%)                                                |
| Ukranianos                                                | -                                                         | -                                                         | -                                                         | -                                                         | -                                                         |
| Montenegrinos                                             | -                                                         | -                                                         | -                                                         | -                                                         | -                                                         |
| Eslovenos                                                 | -                                                         | -                                                         | 1 (0,3%)                                                  | 1 (0,19%)                                                 | 1 (0,27%)                                                 |
| Ortodoxos                                                 | -                                                         | -                                                         | -                                                         | -                                                         | -                                                         |
| Húngaros                                                  | -                                                         | -                                                         | -                                                         | -                                                         | -                                                         |
| Pravoeslavos                                              | -                                                         | -                                                         | -                                                         | -                                                         | -                                                         |
| Macedonios                                                | -                                                         | -                                                         | -                                                         | -                                                         | -                                                         |
| Otros                                                     | -                                                         | 1 (0,77%)                                                 | 5 (1,11%)                                                 | 7 (1,51%)                                                 | -                                                         |
| Sin declarar                                              | -                                                         | -                                                         | -                                                         | -                                                         | -                                                         |
| Desconocidos                                              | -                                                         | -                                                         | -                                                         | -                                                         | -                                                         |